# Sociedad Artística Gu (Nosotros)
La Sociedad Artística «Gu» (Nosotros) (Grupo «Gu») fue un colectivo cultural de artistas del País Vasco del siglo xix al xx, activo entre 1927-1936 y fundado en San Sebastián, con el liderazgo del arquitecto José Manuel Aizpurúa, y los pintores Jesús Olasagasti, Carlos Ribera Sanchís y Juan Cabanas Erausquin.
Como fenómeno artístico local vasco de breve existencia, «Gu» podría compararse con la revista El Coitao, cuyo primer número se publicó el 26 de enero de 1908, como semanario satírico y con el subtítulo Mal llamao. Periódico artístico, literario y radical de Bilbao. Tuvo como editores a un grupo de artistas jóvenes –entre 20 y 30 años– (Alberto Arrue, José Arrue, Gustavo de Maeztu, Ángel Larroque y Nemesio Mogrobejo) y escritores (Ricardo Gutiérrez Abascal, Tomás Meabe y Ramón de Basterra), además del apoyo de figuras como Ramiro de Maeztu, José María Salaverría y Miguel de Unamuno. El Coitao desapareció tras sólo ocho números de vida. El Grupo «Gu», despojado de sus pretensiones futuristas, perduró en algunas líneas estéticas del franquismo.